# Eleitorado de Tréveris
O Eleitorado de Tréveris (em alemão: Kurfürstentum Trier; em francês: Électorat de Trèves) foi um principado eclesiástico do Sacro Império Romano que existiu entre o final do século IX e o início do século XIX. Consistia nas posses temporais do príncipe-arcebispo de Tréveris (Erzbistum Trier), também príncipe-eleitor do império. Havia apenas dois outros príncipes-eleitores eclesiásticos no império: os do Eleitorado de Colônia e do Eleitorado de Mainz, sendo que Mainz ocupava o primeiro lugar ante os demais.
A capital do eleitorado era Tréveris, mas a residência principal do Eleitor foi transferida para Koblenz a partir do século XVI. O eleitorado foi secularizado em 1803 durante o governo napoleônico.
O Eleitor de Tréveris, na qualidade de arcebispo, também administrava a Arquidiocese de Tréveris, cujo território não correspondia ao eleitorado.

## História
Tréveris, como importante capital da província romana de Augusta Treverorum, era uma sede episcopal desde os tempos romanos, sendo elevada ao status arquiepiscopal durante o reinado de Carlos Magno, cuja determinação mencionava as dioceses de Metz,Toul e Verdun como suas sufragâneas.
Os bispos de Tréveris já eram proprietários de territórios virtualmente independentes durante a dinastia merovíngia. Em 772, Carlos Magno concedeu ao bispo Weomad total autonomia da jurisdição do conde governante para todas as igrejas e mosteiros, além das aldeias e castelos pertencentes à Igreja de São Pedro em Tréveris. Em 816, Luís I, o Piedoso confirmou ao arcebispo Hetto os privilégios de proteção e imunidade concedidos por seu pai.
Na divisão do Império Carolíngio, ratificado pelo Tratado de Verdun em 843, Tréveris foi entregue a Lotário I. Com o Tratado de Meersen de 870, a Lotaríngia foi dividida e a região de Tréveris passou a integrar o Reino da Frância Oriental, que se tornaria mais tarde o Reino da Germânia.
Em 898, Zuentiboldo - filho ilegítimo do imperador Arnulfo da Caríntia, que reinou brevemente como rei da Lotaríngia - concedeu ao arcebispo Radbod total isenção de impostos para todo o território episcopal. O rei encontrava-se sob grande pressão de seus nobres independentes e precisava desesperadamente de um aliado poderoso. O ato acabou por fortalecer a posição dos arcebispos como senhores territoriais por direito próprio. Após o assassinato de Zuentiboldo em 900, os ministros do rei Luís, a Criança passaram a cortejar Radbod, concedendo-lhe definitivamente o distrito e a cidade de Tréveris, com permissão para impor tarifas alfandegárias e emitir moeda (tanto um símbolo de autoridade independente quanto recurso econômico). Da corte de Carlos, o Simples, ele obteve o direito irrevogável  de eleição do bispo de Tréveris pelo capítulo, livre da interferência imperial.